# 内田正学
内田 正学（うちだ まさのり
 / まさあきら）は、下総小見川藩の第10代（最後）の藩主。小見川藩内田家13代。明治時代の政治家・陸軍軍人、子爵。

## 生涯
弘化4年（1847年）11月3日、内田家分家で1500石を領する旗本・内田正路の次男として生まれた。元治元年（1864年）に本家第9代藩主の正縄が早世したため、その養子として跡を継いだ。幕末期は佐幕派として芝増上寺の警護を務めていたが、慶応4年（1868年）の戊辰戦争では官軍に協力している。明治2年（1869年）6月24日の版籍奉還で知藩事となり、明治4年（1871年）7月14日の廃藩置県で免官された。
1877年（明治10年）の西南戦争では、東伏見宮嘉彰親王に従って三等中警部心得として参戦する。明治17年（1884年）7月8日、子爵を叙爵した。1892年（明治25年）には陸軍大尉となり、1894年（明治27年）の日清戦争では歩兵第2連隊副官として参戦した。1897年（明治30年）7月10日には貴族院議員となり、1910年7月22日の死去まで在任した。享年64。

## 家族
父母
- 内田正路（実父）
- 内田正縄（養父）

妻
- 内田録子 ー 内田正道の娘

子女
- 内田正吉（長男）
- 内田寛治